# Csincsou
Csincsou (egyszerűsített kínai írással: 锦州, pinjin: Jǐnzhōu) prefektúra szintű város Kínában, Liaoning tartományban. Lakosainak száma 2 703 853 fő (2020).

## Népesség
| 2010 | 3 126 463 |
| 2020 | 2 703 853 |

## Testvérvárosok
- Trois-Rivières
- Pleven